# Всесвітній день пам'яті жертв дорожньо-транспортних пригод
Всесвітній день пам'яті жертв дорожньо-транспортних пригод (офіційними мовами ООН (англ. The World Day of Remembrance for Road Traffic Victims; фр. Journée mondiale du souvenir des victimes de la circulation routière; ісп. Día Mundial en Recuerdo de las Víctimas de Accidentes de Tráfico; рос. Всемирный день памяти жертв дорожно-транспортных происшествий) – Міжнародний день ООН, встановлений резолюцією A/RES/60/5 Генеральної Асамблеї ООН 26 жовтня 2005 року, який щорічно відзначається в третю неділю листопада: наприклад 2017 року це припало на 19 листопада. ГА ООН оголосила Всесвітній днем пам'яті жертв дорожньо-транспортних пригод, з тим, «щоби належним чином вшанувати їх пам'ять та висловити співчуття членам їхніх сімей».

## Факти
- Дорожньо-транспортні пригоди є однією з провідних причин смерті в світі і основною причиною смерті серед людей у віці 15-29 років;
- Число випадків смерті внаслідок дорожньо-транспортних пригод складало 1,25 мільйона в 2013 р, і воно з 2007 р. не змінюється, попри загальне 4% зростання чисельності населення Землі та 16% зростання рівня моторизації, а також прогнозоване збільшення смертності. Це дозволяє припускати, що заходи стосовно поліпшення всеохопної безпеки дорожнього руху, яке здійснюються протягом низки останніх років, приводять до порятунку людських життів;
- Показники смертності внаслідок дорожньо-транспортних пригод в країнах з низьким і середнім рівнем доходу більше ніж вдвічі перевищують відповідні показники в країнах з високим рівнем доходу. Показники смертності в підсумку дорожньо-транспортних пригод на 100 000 осіб (2013) у світі в цілому складали 17,4; в тому числі Африка – 26,6; Східне Середземномор'я – 19,9;
- Половина всіх випадків смерті на дорогах світу відбувається серед найменш захищених користувачів доріг – мотоциклістів (23%), пішоходів (22%) і велосипедистів (4%).[3]
- Ціль третя щодо сталого розвитку, містить досягнення цільового завдання 3.6 – до 2020 р. вдвічі скоротити у світі число смертей і нівечень внаслідок дорожньо-транспортних пригод, а ціль одинадцята передбачає досягнення цільового завдання 11.2: До 2030 року забезпечити, щоб усі могли користуватися безпечними, недорогими, доступними і екологічно стійкими транспортними системами.[4]

## Історія
День пам'яті жертв дорожньо-транспортних пригод, був вперше проведений 1993 року у Великий Британії. З того часу проводиться урядами та неурядовими організаціями багатьох країн. Він був задуманий як захід, що дає можливість вшанувати пам'ять жертв дорожньо-транспортних пригод та висловити співчуття їхнім рідним і близьким, яким доводиться переживати емоційні і життєві наслідки цих подій.
Встановлений ООН 2005 року, цей захід дає можливість привернути увагу громадськості до дорожньо-транспортних пригод, їх наслідків і пов'язаних з ними витрат, а також до заходів, які можна вжити для їх попередження. Цей день також дає можливість нагадати урядам і суспільству про їхню відповідальність за підвищення безпеки дорожнього руху.

### З 1993
Організація "Роудпіс" (RoadPeace) розпочинає і проповідує день пам'яті в Сполученому Королівстві:
- організовує заходи і проводить рекламну кампанію по всій країні, зокрема випускає прес-релізи та добірки фактів.
- починає працювати з церковними установами, організовувати окремі щорічні церковні служби в Лондоні.

### З 1995
День пам'яті проводиться по всій Великобританії та поширюється на інші країни Європи:
- У Сполученому Королівстві церковні служби в 1995 році проводяться в Баті, Кембриджі, Ковентрі, Лідсі, Ліверпулі, Лондоні і Ньюкаслі, їх кількість зростає по всій країні до 30 на рік;
- Делегати Генеральної асамблеї Європейської федерації жертв дорожньо-транспортних пригод (англ. European Federation of Road Traffic Victims) у травні 1995 року в місті Льєж (Бельгія) підтримують задум про відзначення єдиного дня пам'яті і погоджуються приєднатися до його проведення.
- День отримує назву «Європейський день пам'яті жертв дорожньо-транспортних пригод» (англ. European Day of Remembrance for Road Traffic Victims). Організації, що входять до Європейської федерації жертв дорожньо-транспортних пригод, широко висвітлюють питання загибелі і травматизму в дорожньо-транспортних пригодах в своїх країнах.
- Організації жертв дорожньо-транспортних пригод Австрії, Люксембурзі і Нідерландах в 1996 році організують поминальні заходи, слідом за ними це починають робити об'єднання в Бельгії, Німеччині, Греції, Італії, Португалії та Іспанії.

### З 1998
День пам'яті виходить за межі Європи: Європейський день пам'яті жертв дорожньо-транспортних пригод починають відзначати в Аргентині, Австралії, Ізраїлі, Південній Африці і Тринідаді.

### З 2003
Ведеться робота з визнання Дня пам'яті Генеральною Асамблеєю ООН:
- ВООЗ проводить зустрічі благодійних та неурядових організацій, що працюють з жертвами дорожньо-транспортних пригод, лобіюючи визнання цього дня ООН;
- З нагоди Всесвітнього дня здоров'я 2004 року проводиться велика кількість заходів, представлена перша доповідь ВООЗ про попередження дорожньо-транспортного травматизму;
- У ході обговорень з питання про кризу безпеки дорожнього руху на Генеральній Асамблеї ООН 2004 року посол Бангладеш виступає з закликом заснувати спеціальний день, відзначаючи глобальний тягар смерті і травматизму через дорожньо-транспортні пригоди.
- Генеральна Асамблея ООН в резолюції від 26 жовтня 2005 року встановлює Всесвітній день пам'яті жертв дорожньо-транспортних пригод.[5]

Генеральна Асамблея ООН засновує Партнерство ООН з дорожньої безпеки (англ. UN Road Safety Collaboration, UNRSC) та доручає ВООЗ бути провідною установою зі створення та проведення політики з попередження дорожньо-транспортного травматизму.